# Yunganastes mercedesae
Yunganastes mercedesae  is een kikker uit de familie Strabomantidae. De wetenschappelijke naam van de soort werd beschreven in 1987 door Lynch & McDiarmid. De soort komt voor in Bolivia op een hoogte van 1950 tot 2400 meter boven het zeeniveau.